# Robert Langdon
Robert Langdon (USA, Exeter, 1964. június 22. –) Dan Brown amerikai író univerzumának főszereplője. A Harvard Egyetemen a vallási szimbólumok és ikonológia professzora. Az író rendszerint hosszú nyakú Burberry garbóban és Harris Tweed zakóban jeleníti meg. Beszél olaszul és minimálisan ért francia nyelven is.
Hobbija a vízilabda, melyet az Egyetem csapatában űz. Egyetemi beceneve „Delfin”, mely egyrészt szeretre méltó természetére utal, másrészt azon képességére, hogy egy vízilabda-mérkőzésen lemerülve a medencében képes átúszni a pálya másik térfelére. Hazaviszi a munkáját, viktoriánus stílusban épült háza tele van a tanulmányi és kutatási útjairól hazahozott műtárgyakkal: keleti szőnyegek, ghanai ekuaba, egy Spanyolországból származó aranykereszt, egy szágópálmából faragott égei idol, egy bronz Maharishi-láda és egy borneói boccus. Bostonban él, egy Saab 900 típusú autóval rendelkezik.

## Jelleme
Robert Langdon középkorúsága ellenére igyekszik megőrizni fiatalos lendületét. Karján egy Mickey egeres karórát hord, mely egy külön gyűjtőknek kiadott darab, szülei ajándéka. Saját bevallása szerint kiskorára emlékezteti, ezenfelül kiválóan alkalmas úszáshoz és esti sétákhoz az egyetem parkjában.
Agglegény, s ezt tartja élete nagy szerelmei között az egyiknek a szimbólumkutatás mellett.
Tanári állása mellett rendszeresen ír könyveket, melyek Jonas Faukman New York-i szerkesztő gondozásában kerülnek kiadásra. Művei közé tartozik a Titkos szekták szimbólumai, Az Illiminátusok művészete, Az ideogrammák elfeledett nyelve, valamint egy tankönyv, a Vallásos ikonológia. Jelképtudományi könyvei közül Az Illuminátusok művészete című alkotásának honlapja is van. Langdon egy régi Macintosh számítógéppel rendelkezik, az interneten mindössze említett könyvének honlapját keresi fel, illetve időnként a Louvre oldalát, és a Prado online gyűjteményét.
Lelkes és megszállott természete ellenére klausztrofóbiában szenved. Gyermekkorában beleesett egy kútba, s azóta fóbiás. Langdon csodálja a vallás erejét, amivel emberek millióinak nyújt támaszt a világban, de ennek ellenére ateista. Társasági ember, mely tényt bizonyítja, hogy eljár vacsorákra az egyetemi ismerőseivel és kollégáinak gyermekeinek esküvőjén is részt vesz, továbbá szoros barátságot ápolt Sir Leigh Teabing brit királyi történésszel.

### Tanítási módszere
Óráján közvetlen kapcsolatot tart fenn diákjaival, az interaktív oktatási módszer híve. Mivel a szakterülete a vallási ikonológia, ezért gyakran keveredik vitába egy-egy tanítványával az egyes szimbólumok eredetéről. Például a keresztény ikonológia kapcsán végigsorolja az egyiptomi eredetű glóriát, a Zeusz mintájú antropomorf istenképet, a perzsa Mithrász azonosítást a Megváltóval, hogy megcáfolja egy diákja kijelentését, miszerint ezek mind keresztény jelképek. A diák fájdalmas csalódottságának orvosolására pedig emlékezteti, hogy ezt transzmutációnak nevezik a szimbolikában, természetes folyamat, hogy minden feltörekvő vallás átveszi elődjei szimbólumait, megkönnyítvén a megtértek átállását az új hitre.
A da Vinci-kód című könyvben érdemeinek elismerése miatt a párizsi Amerikai Egyetem vendégelőadónak hívja meg.

## Szerepe az Angyalok és démonok című könyvben
Itt Robert Langdon szerepe van taglalva. Tartalom: Angyalok és démonok
|  | Alább a cselekmény részletei következnek! |

A kötetben az Illuminátus rend (mely egy földalatti globális, katolicizmus-ellenes társaság) specialistájaként jelenik meg, kiemelve életművének ezt a szeletét. Langdon szkeptikus a megjelenő és támadó renddel szemben, míg tudományos bizonyítékot: ambigrammákat nem kap. Ő elemzi a CERN igazgatójának felkérésére a tudós bőrébe égetett szimbólumot (Illuminati, azaz Illuminátusok), mely 180°-kal elforgatva is ugyanazt a szöveget adja.
A bonyodalmon és a cselekmény kibontakozásán át az ő szaktudása segíti a kutatást a lehetséges 4 helyszín után, ahol a négy kardinálist kivégezhetik. A legnagyobb hibája, hogy rengeteg ötlete támad az obeliszkekről, a szobrokról, a templomokról, amik számításba jöhetnek, és az „első gondolat a jó gondolat” elvet követve ez az első kardinális életébe kerül.
Képes felülemelkedni a személyes sérelmein, melyet az okozott neki, hogy a Vatikán éveken át nem volt hajlandó beengedni a pápai titkos könyvtárba, s mégis az Anyaszentegyház védelmére kel. A Vatikán megmentése mellett a meggyilkolt tudós lánya iránt is felelősséget érez. A lány követi egész útja során, heves vérmérséklete nemegyszer galibába keveri kettejüket és csapatukat a svájci testőrökkel. A lány elrablásakor megmutatkozik egy másik oldala is, mert rögtön meg akarja találni, ki akarja szabadítani a csupán pár órája ismert nőt. A cselekmény kibontakozásának csúcspontján, a negyedik helyszínen Bernini A négy folyó kútja című művénél összecsap a vízben a gyilkossal. A jelenet jól példázza korosodó testének szellemi épségét, túléli a vízbefojtást, s megsebesíti ellenfelét. Végül második találkozásukkor, az Angyalvárban, a kiszabadított nővel megölik.

A könyv végkifejletének nagy részében már nem vesz részt a háttérben munkálkodók leleplezésében.
A da Vinci-kód című könyv utalásaiból kiderül, hogy az Angyalok és démonok című könyvben tanúsított hősiességéről a médiának egy szót sem ejtett, csendesen elhúzódott a vészhelyzet után a reflektorfényből.

## Szerepe A da Vinci-kód című könyvben
Itt Robert Langdon szerepe van taglalva. Tartalom: A da Vinci-kód
|  | Alább a cselekmény részletei következnek! |

A kötetben mint gyilkossággal gyanúsított személy kezdi meg szereplését, amit a Louvre-ban meggyilkolt kurátor félreérthető utolsó szavainak köszönhet: PS. Find Robert Langdon. Az üzenetet „Utóirat: találd meg Robert Langdont”-ként értelmezte a hatóság, ezért a helyszínre kísérik, ahol le akarják tartóztatni. A kurátor unokája, Sophie azonban segít neki megszöknie, mivel az üzenet eredetileg Princess Sophie (a lány beceneve), találd meg Robert Langdont volt. A körözés megviseli a professzort, aki még a nagykövetségére sem menekülhet, mert a rendőrség lezárta. Egyetlen lehetséges kiutat lát, kideríteni, ki ölte meg a férfit, s végigkövetni az eseményeket.
Langdon megfejti a lány nagyapja által hátrahagyott anagrammákat, melyek végül elvezetik őket egy liliommintás kulcshoz, mellyel egy rózsafedelű fadobozhoz jutnak. Ekkor Langdon már nemcsak mint „menekülés a túlélésért” harcnak ítéli meg a hajszát, hanem kincskeresésnek is. A Sion-rendre gyanakszik, mellyel foglalkozott egy kiadásra váró könyvében a Jézus leszármazottjait védő testvériségről. Beavatja az eseményekbe barátját, Sir Leigh Teabing brit királyi történészt. Emiatt az este folyamán rájuk támad a kurátor gyilkosa, hogy megszerezze a birtokukban lévő rózsafedeles ládikát. Langdon megsérül, de végül megkötözik támadójukat. A történész bevétele csak felerősíti Langdon azon vágyát, hogy megtalálja a testvériséget, s általuk a Szent Grált, ami Sir Leigh Teabing értelmezésében Mária Magdolna földi maradványai, a kehely, ami felfogta Krisztus vérét, s általa megszületett a vérvonal. A láda egy ún. criptexet rejt, melyen a betűket a helyes sorrendbe kirakva egy vers megfejtését lehet megkapni, s a professzor által áhított térképet a Grálhoz. Ezt megfejtve azonban egy újabb szerkezetet talál a belsejében, egy hasonlóan rejtélyes verssel.
A könyv tetőpontja nagy megrázkódtatást jelent Langdonnak, mert barátját, a történészt elrabolja a kurátor gyilkosa. Ebben a kötetben is megfigyelhetjük, milyen elszántsággal igyekszik megmenteni a Sir életét, s így végül a nyomára bukkan. A csattanóban még nagyobb megrázkódtatás éri, hogy barátja valójában a cselekvések hátterében álló, a kurátort meggyilkolójának felbérlője. Sir Leigh Teabing mindenáron meg akarja szerezni a Grált, hogy a világ elé tárja, hogy megdöntse az Egyház erejét azzal, hogy megcáfolja Krisztus nőtlenségéről állítottakat. Ezért kész megölni barátját, ha az az útjába áll. Ez adja a tetőpontot, Langdonnak választania kell, hogy továbbra is meg akarja-e találni a Grált és túléli az eseményeket, de az Egyház romokba dől, vagy megsemmisíti a criptexet, amiben az út van felé, s ezért lelövik. Túllép emberi kíváncsiságát, én elhajítja a szerkezetet. A Sir utána vetődik, de üresen találja: Langdon titokban már megfejtette, s kivette a térképet. A rendőrség elfogja, így Langdon tisztázódik.
A történet megoldásaképpen a professzor a kurátor lányával követik a térképet, megtalálva Sophie elveszettnek hitt családját, majd a professzor Párizsban Mária Magdolna szarkofágját. De tartja magát, meglátszik erkölcsi szilárdsága, nem hozza nyilvánosságra az igazságot, csak letérdel a sír mellett.

## Szerepe Az elveszett jelkép című könyvben
Langdon a főszereplője a 2009-ben megjelent Elveszett jelkép (The Lost Symbol) című műnek is. Ebben a műben az Amerikai Egyesült Államok Szabadkőműves Páholyának és a Templomos Lovagrendnek a cselekményeibe bonyolódik bele.